# Immigration en Nouvelle-Zélande

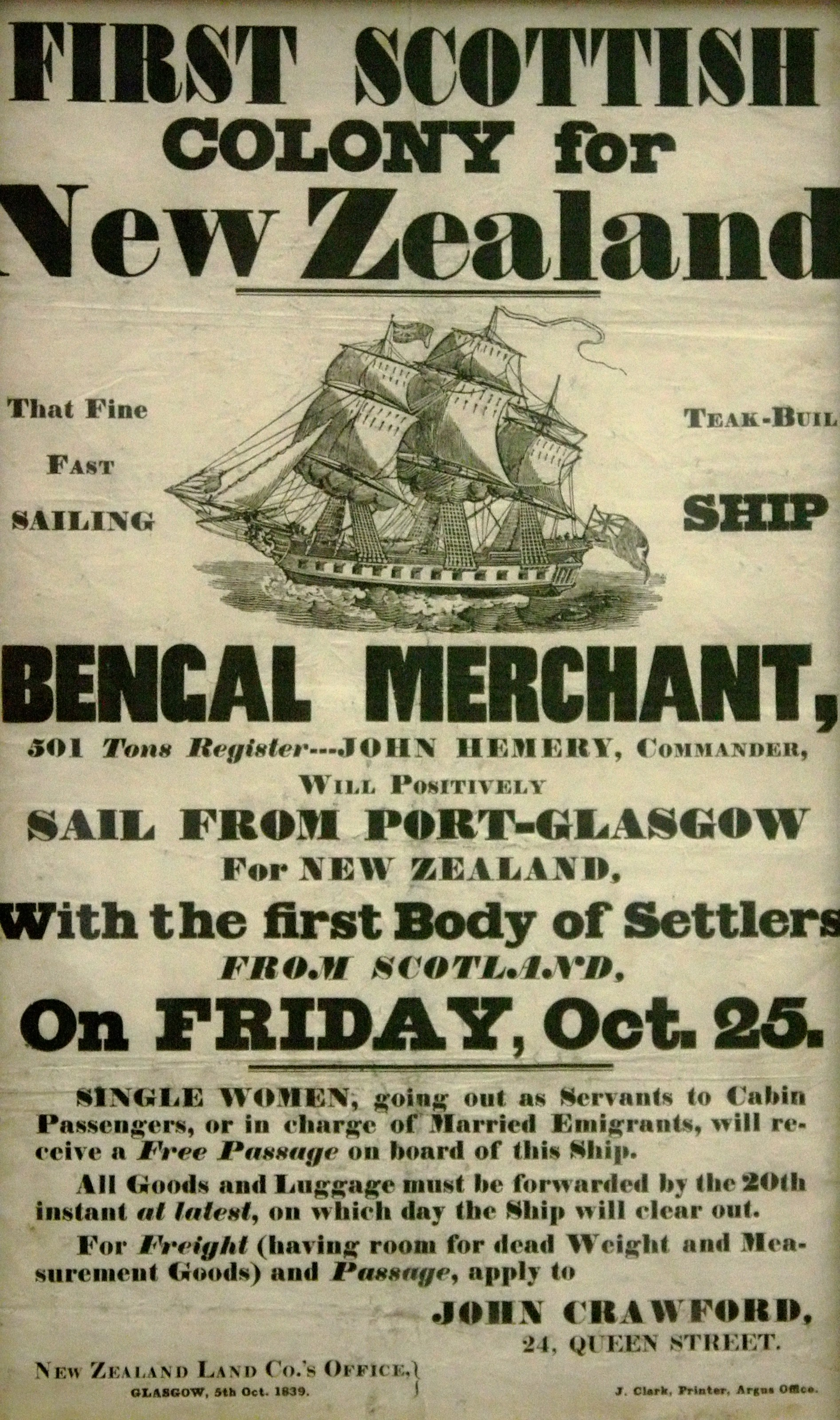
Première colonie écossaise pour la Nouvelle-Zélande (« First Scottish Colony for New Zealand » – Affiche de 1839 annonçant l'émigration de l'Écosse vers la Nouvelle-Zélande. Collection of Kelvingrove Art Gallery and Museum, Glasgow (Écosse).

L'immigration en Nouvelle-Zélande a commencé avec la colonisation polynésienne en Nouvelle-Zélande, alors inhabitée, environ 1250 à 1280. La colonisation européenne a fourni un afflux important du fait de la signature du traité de Waitangi en 1840. La colonisation puis l'immigration qui a suivi a été principalement en provenance des Îles Britanniques, mais aussi de l'Europe continentale, puis du Pacifique, d'Amérique et d'Asie.

## Peuplement polynésien
Les Polynésiens dans le Pacifique sud ont été les premiers à découvrir la masse continentale de la Nouvelle-Zélande. Leur arrivée a donné naissance à la culture maori et la langue maori, à la fois propre à la Nouvelle-Zélande, bien que très étroitement liée aux analogues dans d'autres parties de la Polynésie orientale.

## Colonisation européenne
En raison de l'isolement géographique de la Nouvelle-Zélande, plusieurs siècles passèrent avant la prochaine phase de la colonisation, l'arrivée des Européens.

## Historique
De 1881 à 1978, la Nouvelle-Zélande pratique une politique migratoire similaire à la politique de l'Australie blanche. L'immigration blanche européenne est privilégiée au détriment de toutes les autres régions du monde, afin de maintenir une homogénéité culturelle et raciale, les non-blancs étant jugés peu assimilables à la nation et à la culture néo-zélandaise. 
Un mémorandum du ministère des Affaires extérieures déclare en 1953 : « Notre immigration est fermement basée sur le principe que nous sommes et que nous avons l'intention de rester un pays de développement européen. Elle est inévitablement discriminatoire à l'égard des Asiatiques – en fait à l'égard de toutes les personnes qui ne sont pas entièrement de race et de couleur européenne. Alors que nous avons beaucoup fait pour encourager l'immigration en provenance de l'Europe, nous faisons tout pour la décourager en provenance de l'Asie ».

## Chiffres
| Pays d'origine   | Nombre    | %     |
| ---------------- | --------- | ----- |
| Nouvelle-Zélande | 2.980.827 | 74.85 |
| Royaume-Uni      | 256.164   | 6.43  |
| Chine            | 96.441    | 2.42  |
| Inde             | 67.176    | 1.69  |
| Australie        | 62.712    | 1.57  |
| Afrique du Sud   | 54.279    | 1.36  |
| Fidji            | 52.755    | 1.32  |
| Samoa            | 50.658    | 1.27  |
| Philippines      | 37.299    | 0.94  |
| Corée du Sud     | 26.604    | 0.67  |
|                  |           |       |